# 薩萊馬塔省
12°37′43″N 12°49′00″W / 12.62861°N 12.81667°W
薩萊馬塔省（法語：Département de Salemata），是塞內加爾的省份，位於該國東南部，由凱杜古區負責管轄，首府設於薩萊馬塔，東北面是凱杜古省，面積1,970平方公里，2014年人口22,840，人口密度每平方公里12人。